# Могул (Невада)
Могул (англ. Mogul) — переписна місцевість (CDP) в США, в окрузі Вошо штату Невада. Населення — 1258 осіб (2020).

## Географія
Могул розташований за координатами 39°30′58″ пн. ш. 119°55′23″ зх. д. / 39.51611° пн. ш. 119.92306° зх. д. (39.516172, -119.923037).  За даними Бюро перепису населення США в 2010 році переписна місцевість мала площу 3,83 км², з яких 3,82 км² — суходіл та 0,01 км² — водойми.

## Демографія
Згідно з переписом 2010 року, у переписній місцевості мешкало 1290 осіб у 497 домогосподарствах у складі 399 родин. Густота населення становила 337 осіб/км².  Було 523 помешкання (137/км²).
Расовий склад населення:
| - 92,2 % — білих - 2,3 % — азіатів - 1,2 % — корінних американців - 0,5 % — чорних або афроамериканців - 0,4 % — вихідців з тихоокеанських островів - 1,2 % — осіб інших рас |

До двох чи більше рас належало 2,2 %. Частка іспаномовних становила 5,0 % від усіх жителів.
За віковим діапазоном населення розподілялося таким чином: 16,4 % — особи молодші 18 років, 71,4 % — особи у віці 18—64 років, 12,2 % — особи у віці 65 років та старші. Медіана віку мешканця становила 48,9 року. На 100 осіб жіночої статі у переписній місцевості припадало 101,9 чоловіків;  на 100 жінок у віці від 18 років та старших — 100,0 чоловіків також старших 18 років.
Середній дохід на одне домашнє господарство  становив 107 281 долар США (медіана — 93 750), а середній дохід на одну сім'ю — 127 579 доларів (медіана — 116 719). За межею бідності перебувало 3,5 % осіб, у тому числі 0,0 % дітей у віці до 18 років та 0,0 % осіб у віці 65 років та старших.
Цивільне працевлаштоване населення становило 767 осіб. Основні галузі зайнятості: освіта, охорона здоров'я та соціальна допомога — 28,3 %, науковці, спеціалісти, менеджери — 18,0 %, фінанси, страхування та нерухомість — 10,7 %, виробництво — 9,9 %.